# Осов (Житомирская область)
О́сов (укр. Осів) — село на Украине, находится в Житомирском (до реформы 2020 г. — Радомышльском) районе Житомирской области.
Код КОАТУУ — 1825055301. Население по переписи 2001 года составляет 56 человек. Почтовый индекс — 12213. Телефонный код — 4132. Занимает площадь 0,295 км².

## Адрес местного совета
12213, Житомирская область, Житомирский р-н, пгт Белая Криница, ул. Центральная, 63